# Serboixos
Serboixos és un paratge del terme municipal de Conca de Dalt, a l'antic terme de Toralla i Serradell, al Pallars Jussà, en territori del poble de Rivert.
Està situat al sud-est de Rivert, a prop i a l'esquerra del barranc de Rivert, a ponent de la Carretera de Rivert. És entre la Llau de la Mola (nord-oest) i la Coma (sud-est), al nord-est de l'Ínsula i al sud-oest de la Cabana del Teixidor.